# Лакская литература
Ла́кская литерату́ра — литература на лакском языке; литература лакцев.

## История
Литературный язык на основе кумухского диалекта стал складываться у лакцев ещё в средневековую эпоху. Первые записи на лакском языке относятся к XV веку. В начале XVIII века на этот язык был переведён с персидского и арабского языков ряд произведений светского и научного характера, в том числе историческая хроника «Дербент-наме» и медицинский трактат «Ханнал мурад» («Желание хана»). Письменность до 1928 года на основе арабского алфавита, в 1928—1938 годах — латинского алфавита, с 1938 года — на основе русской графики (с добавлением графемы I). Сейчас на лакском языке ведётся школьное преподавание, выходит газета, выпускается ряд учебников, книг. В высшей школе не преподаётся.
В развитии лакской литературы можно наметить две основных эпохи: литературу феодального периода и эпохи русского завоевания, и литературу советского и постсоветского периода. До XX века письменная лакская литература развивалась медленно, обслуживая почти исключительно образованную верхушку господствующих классов. В литературе первых двух периодов господствующее место занимает религиозная поэзия и религиозно-дидактическая литература. Поэты-ученые XVII—XIX веков писали стихи в основном религиозного содержания на арабском языке. В значительной части эта поэзия не оригинальная, а переводная. Самый старый письмьменный памятник — подстрочный перевод (вероятно, XV века) поэмы арабского поэта XIII века аль-Бусири «Касыда о плаще». В дальнейшем религиозные мотивы переплетаются с национально-освободительными мотивами. К литературе этого периода относится творчество Юсуфа Кади Муркилинского (ум. в 1918), Шафи-Ницовкринского (ум. в 1918), Будугая Мусы, Гасана Гузунова и др.
К послеоктябрьской лакской литературе относится и творчество Гаруна Саидова (1891—1919), Саида Габиева, Хаджи-Мурада Амитаева (Лутфи) (ум. в 1918) и др. Лирическая поэзия этого периода отмечена чертами романтизма и реализма. В 30‑х годах лакская литература становится на путь социалистического реализма. Издаются сборники стихов А. Гафурова, Ю. Хаппалаева. В этот период становится популярным творчество Ибрагим Халил Курбан Алиева, Ахмеда Каради Заку-Задэ (Курди) и Муеддина (Мурада) Чаринова. Первое произведение дагестанской драматургии — драма Г. Саидова на лакском языке — «Лудильщики» (1914). В сокровищницу дагестанской литературы вошли книги Эфенди Капиева (1909—1944) «Резьба по камню» (1940), «Поэт» (кн. 1—2, изд. 1944).
Лакский фольклор богат и разнообразен. У лакского эпоса много общего с аварским эпосом не только по форме, но и по содержанию. К героическому эпосу относятся следующие произведения: «Казамиль Али», «Моллачул Иса», «Париль-Мисиду», «Даддакал Балай» и др. Лакская песня «Парту Патима» повествует о борьбе против монголо-татарских захватчиков в XIII—XIV веках. Эпические песни изображали важные исторические события, они исполнялись певцами-импровизаторами. Лирическая песня в значительной степени создается женщинами. Обычный размер лакской песни (балай) — четырнадцати- или одиннадцатисложник. Лакская сказка (маха) большей частью разрабатывает общие всем народам сюжеты волшебной сказки. Широко распространенным и любимым жанром устной лакской литературы являются пословицы (учальартту): «Для неплачущего нет хлеба»; «Не оставляй хлеба, хотя б ты был сыт, не оставляй бурку, хотя нет дождя». Для развлечения употребляются загадки (ссигри), например: «От ходьбы не устает, от еды не наедается» (мельница), «В одной бочке два разных вина» (яйцо). В общекавказских изданиях публиковались лакские фольклорные произведения, собранные А. Омаровым.

## Некоторые известные лакские писатели
- Абдуллаев, Алекси Сариевич (1940—1995)
- Абдуллаев, Шахмардан Гасан-Гусейнович (1940—1995)
- Адамов, Адам Магомедович (1931—2005)
- Айдамиров, Зияутдин Айдамирович (1928—2009)
- Алиев, Минкаил Алиевич (1907—1983)
- Алиев, Джабраил Мусаевич (род. в 1965)
- Аминов, Магомед-Загид Амиршейхович (1938—1994)
- Амиров, Валерий Магомедович (род. в 1939)
- Башаев, Магомед Гаджиевич (1910—1979)
- Башаев, Руслан Магомедович (род. в 1953)
- Габиев, Саид Ибрагимович (1882—1963)
- Гафуров, Абуталиб Гафурович (1882—1975)
- Давыдов, Мирза Шамхалович (род. в 1939)
- Закуев, Ахмед-Каради (Ахмед-Курди) (1888—1968)
- Ибрагимова, Мариам Ибрагимовна (1918—1993)
- Ильясов, Хизри Ильясович (род. в 1960)
- Кажлаева, Курзи Маммаевна (род. в 1926)
- Камалов, Цихил Ниматуллаевич (1943—2002)
- Капиев, Эффенди Мансурович (1909—1944)
- Курбаналиев, Ибрагимхалил Курбаналиевич (1891—1987)
- Курбанова, Салимат Буттаевна (1920—2012)
- Магдиев, Даниял Магомедович (род. в 1946)
- Мудунов, Абакар Алиевич (род. в 1918)
- Мусаев, Сулейман Ахмедович (род. в 1942)
- Омаршаев, Абдурахман Гасанович (1903—1935)
- Рамазан, Муса (1922—2004)
- Саидов, Гарун Саидович (1894—1919)
- Хаппалаев, Юсуп Рамазанович (1916—2006)
- Чаринов, Муэддин (1903—1936)
- Чукундалав (Гаджиев, Магомедгаджи Муртазаалиевич) (1862—1938)
- Шурпаева, Миясат Нажмутдиновна (род. в 1937)
- Эфендиев, Валерий Абдулович (1942—2002)
- Юсупов, Нуратдин Абакарович (1931—2000)